# Parafia św. Dominika w Warszawie
Parafia św. Dominika w Warszawie – parafia rzymskokatolicka należąca do dekanatu ursynowskiego, archidiecezji warszawskiej, metropolii warszawskiej Kościoła katolickiego. Erygowana w 1952.

## Historia
W l. 1935–1937 z inicjatywy dominikanina Jacka Woronieckiego wzniesiono w tym miejscu klasztor dominikański, który miał pełnić funkcje domu studiów dla zakonników z krajów słowiańskich. Przeciwdziałając naciskom władz państwowych po II wojnie światowej, zmierzających do odebrania budynków zakonnikom, prymas Stefan Wyszyński 2 sierpnia 1952 erygował parafię. 

### Kościół parafialny i sanktuarium
Głównym budynkiem parafii jest kościół św. Dominika, będący jednocześnie Sanktuarium Matki Bożej Różańcowej.

## Duszpasterstwo
Parafia od 2005 (z przerwami) wydaje swoje pismo „Dominik nad Dolinką“.
Przy parafii działają następujące grupy i duszpasterstwa:
- Świeccy dominikanie
- Duszpasterstwo Młodzieży „REJS”
- Duszpasterstwo Akademickie „Studnia"
- Duszpasterstwo Absolwentów
- Żywy Różaniec
- Dominikańskie Duszpasterstwo Powołań
- Liturgiczna Służba Ołtarza (ministranci)
- Dziewczęca Służba Maryjna (bielanki)
- Duszpasterstwo Małżeństw i Rodzin
  - Wieczory dla zakochanych
  - Rekolekcje dla małżeństw
- Studium Chrześcijańskiego Wschodu
- Studium Dominicanum - Szkoła Filozofii i Teologii im. o. Jacka Woronieckiego
- Szkoła Śpiewu Liturgicznego

## Duszpasterze
- Jacek Pietrzak, proboszcz (od 2025)[1]
- Dariusz Kantypowicz OP, wikariusz (od 2013)
- Hieronim Kaczmarek OP, wikariusz, duszpasterz Wyspy Skarbów (od 2021)[2]
- Mariusz Kulig OP, wikariusz (od 2018)
- Marcin Jeleń OP, wikariusz (od 2025)[1]
- Paweł Zybura OP, wikariusz (od 2025)[1]
- Grzegorz Ćwierkiewicz OP duszpasterz akademicki (od 2023)
- Tomasz Pękala OP, duszpasterz rodzin DROPS
- Dariusz Czajkowski OP, duszpasterz młodzieży REJS (od 2022)
- Piotr Laskowski OP, duszpasterz młodzieży REJS (od 2022)
- Karol Karbownik OP, duszpasterz absolwentów